# Telexvermittlungssystem T200
Das Telexvermittlungssystem Dataflex T200 der Hasler AG Bern war wegweisend bei der Modernisierung und Verbreitung des Telexdienstes im Zuge der Digitalisierung und dem Einsatz von programmgesteuerten Rechnern in den 1970er- und 1980er-Jahren.
Die erste T200-Telexzentrale wurde im Februar 1972 in Hongkong im Telex-Netz des Telekommunikationsunternehmens Cable & Wireless in Verkehr gesetzt. Es war weltweit die erste programmgesteuerte Telexzentrale im öffentlichen Telexdienst mit Anrufdurchschaltung über einen digitalen Datenbus.
Als Besonderheit hatte das T200-System eine spezielle Rechner-Architektur zur Gewährleistung eines unterbruchsfreien Betriebs auf der Basis von drei synchron laufenden Prozessoren mit Majoritätsüberwachung. (Das Apollo-Mondlandeprogramm verwendete 1969 ebenfalls Triple Modular Redundancy (TMR) für ausfallkritische Ausrüstung).
Über 50 T200-Systeme waren von 1972 bis 2020 in 16 Ländern im Einsatz, mit Schwerpunkten in Hongkong, der Schweiz und der Volksrepublik China.

## Erstentwicklung T201
Im Dezember 1967 erteilte Cable & Wireless (London) der Hasler AG den Auftrag für die Lieferung und Inverkehrsetzung einer noch zu entwickelnden Telexzentrale mit 750 Leitungen in Hongkong. Die Grundlage dazu bildete eine von Hasler 1966 erstellte technische Beschreibung mit dem Titel Electronic Telex Exchange. Hasler war in den 1960er-Jahren mit dem TOR-System (Telex over Radio) weltweit führend und dadurch bei Cable & Wireless bekannt. Die Betriebsaufnahme dieser ersten T201-Zentrale erfolgte am 2. Februar 1972.

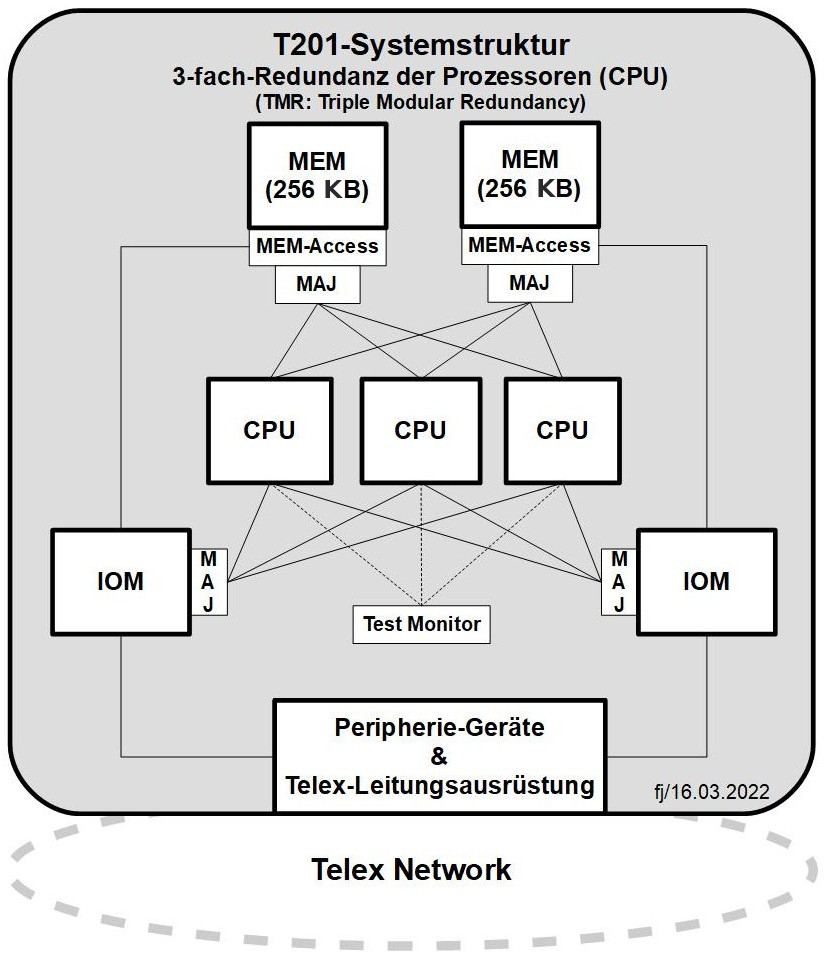
T201-Systemstruktur mit 3-fach Redundanz der Prozessoren.

### Hardware
System-Architektur:
Zwecks einer nahezu 100-prozentigen Betriebsverfügbarkeit wurde ein Redundanzkonzept mit dreifach ausgerüsteten Prozessoren realisiert, deren Zugriffssignale mit Majoritäts-Schaltungen stetig überwacht wurden. Damit konnten auftretende Hardware-Fehler in den Prozessoren daran gehindert werden, sich auf das Verhalten des Systems auszuwirken. Alle restlichen für den Zentralenbetrieb wichtigen Systemblöcke waren doppelt ausgerüstet und paritätsgeschützt.
Technologie:
Mit Ausnahme der zentralen Kernspeicher und der Ein-/Ausgabegeräte wurde die gesamte Elektronik mit Transistor-Transistor-Logik
(TTL) durch Hasler entwickelt.
Leistungsmerkmale:
- Die Speicheradressierungs-Kapazität betrug 256 kB.
- Der Takt für die Echtzeitverarbeitung war 10 ms.
- Der Transferbus (32-bit parallel) erlaubte den Anschluss von bis zu 16 Leitungsprozessoren zu je 256 Leitungen, d. h. es konnten maximal 4096 Leitungen vermittelt werden.

### Software
Die von Hasler entwickelte Assemblersprache TELMOS war auf eine effiziente Echtzeit-Programmierung und optimale Nutzung der knappen Speicherkapazität von 256 kB ausgelegt. Implementierte Software-Funktionen waren das Betriebssystem, die Anrufbehandlung mit verschiedenen Signalisierungstypen und Teilnehmerdiensten, die Zielsuche, die Anrufdatenaufzeichnung und Dienstprogramme. Mit Ausnahme der CCITT-Normen waren die Funktionen ursprünglich nur summarisch beschrieben und mussten während der Entwicklung im Detail ausgestaltet werden. Die Entwicklung einer von Grund auf neuen, komplexen Echtzeit-Software für eine derartige Zentrale war eine grosse Herausforderung. Die britische Softwarefirma Scicon Ltd wurde 1970 beigezogen, um nicht zu grosse Terminverzögerungen in Kauf zu nehmen.

### Die erste T201-Telexzentrale in Hongkong

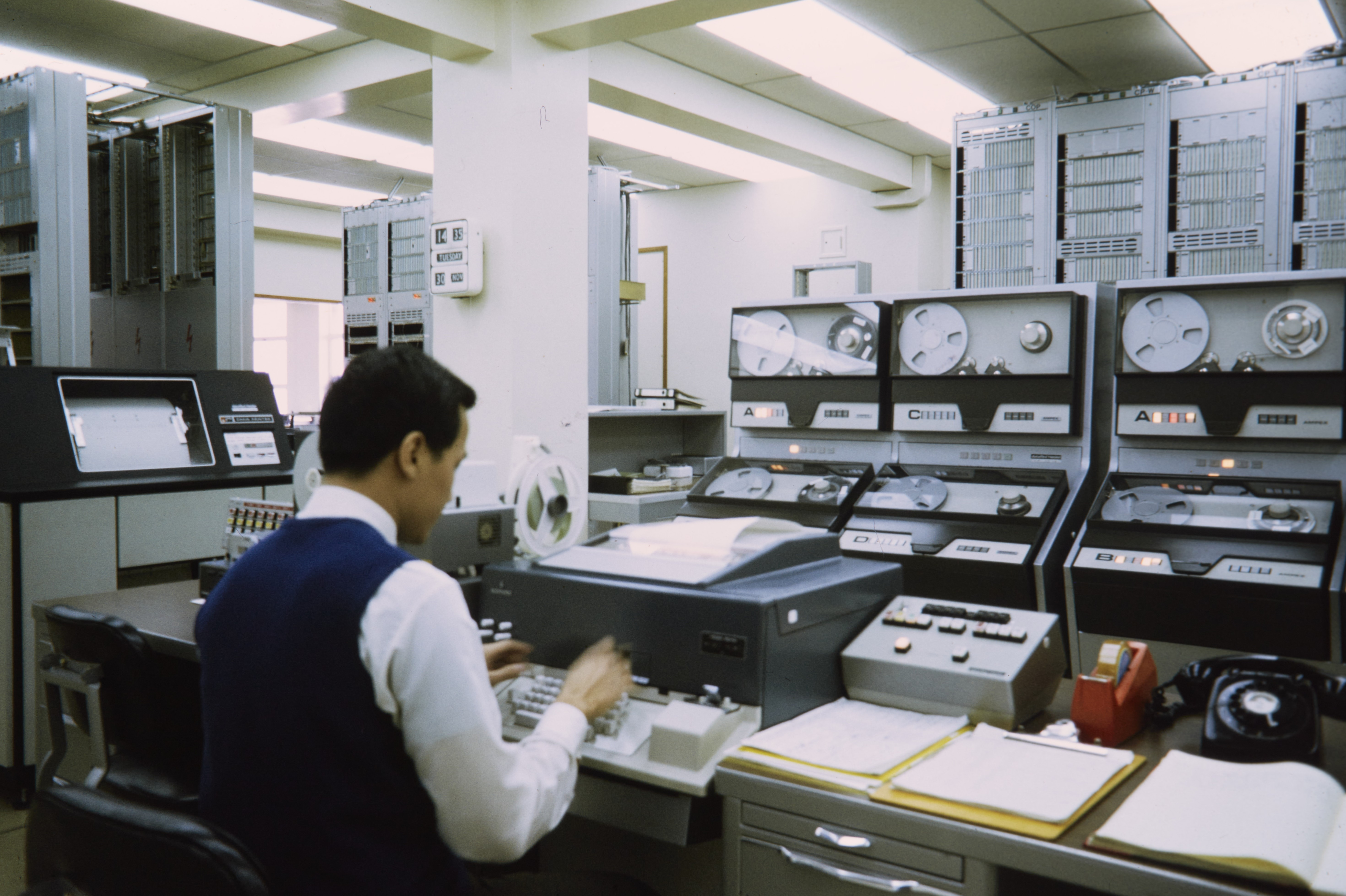
T201-Telexzentrale in Hong Kong, 1971

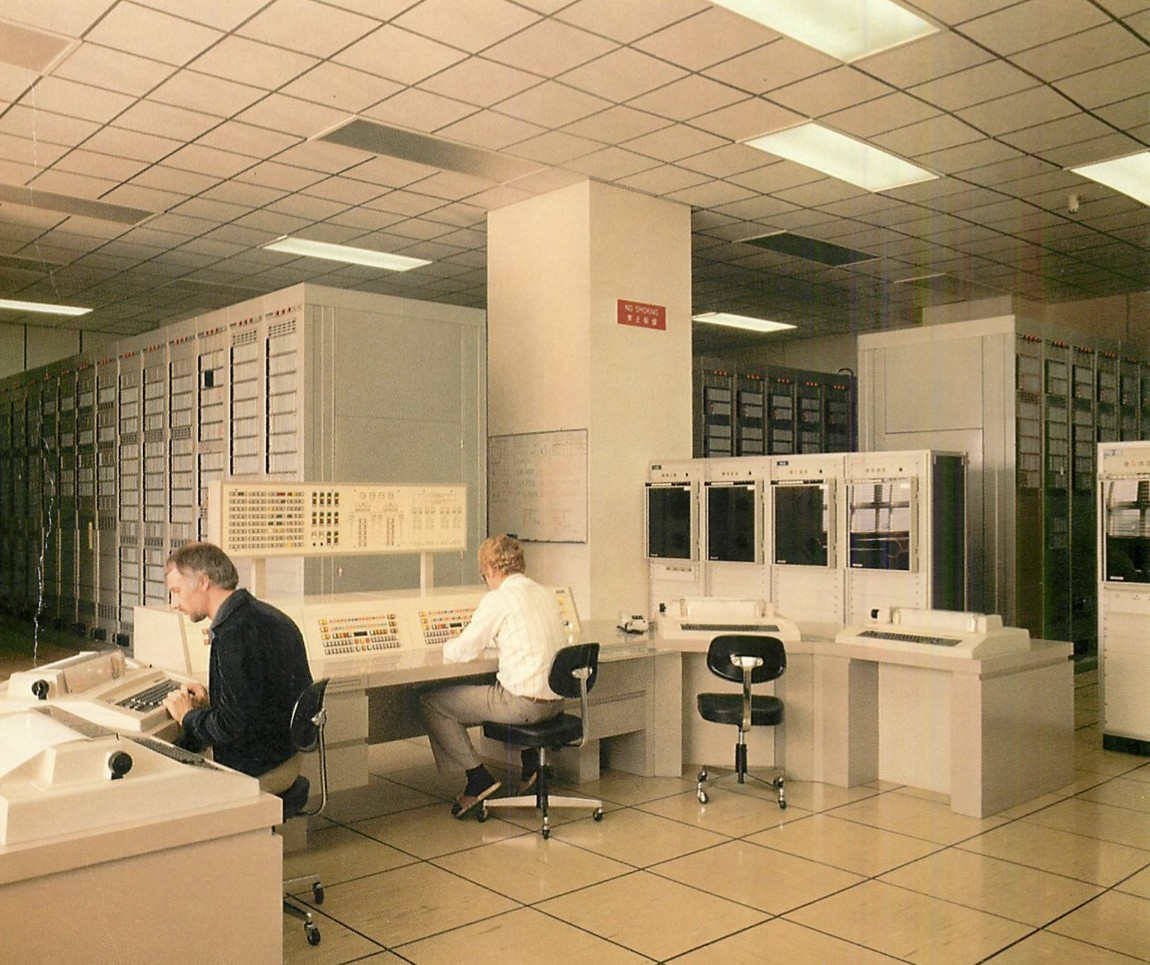
Die T202-Telexzentrale HK-D, 1981

Die erste T201-Zentrale ging am 2. Februar 1972 in Hongkong im Old Mercury House in Betrieb. Im August 1972 wurde dort bereits eine zweite T201-Zentrale installiert, die mit der endgültigen Funktionalität 1973 den Betrieb aufnahm. Erwähnenswert ist ebenfalls der Hasler Datenlink (2.048 Mb/s PCM) für den Anschluss von Telex-Teilnehmern in Kowloon durch eine Richtfunkverbindung über den Hongkonger Hafen.

## Mehr Kapazität mit T202
Eine Zunahme der Anforderungen bezüglich Verkehrsleistung und Funktionalität war abzusehen. Man entschied sich für eine Aufrüstung wie folgt:
- Doppelprozessor-Konfiguration mit Lastteilung
- Erweiterung der Speicherkapazität (Kernspeicher) auf 1 MB
- Einführung von Plattenspeichern und Bildschirmgeräten
- Leitungsausrüstung für maximal 32'000 Leitungen (50 Bd)
- Einführung der Zeichenverarbeitung von 300Bd-Daten im Telex-/Datenwählnetz EDWA der Schweizerischen Post-, Telefon- und Telegrafenbetriebe (PTT).[5]

Die erste T202-Telexzentrale mit Doppelprozessor wurde Ende 1975 in Sydney als internationaler Gateway für die Overseas Telecommunications Commission (OTC) in Betrieb genommenen. Eine weitere Gateway-Zentrale folgte 1979 für das Bureau Télégrapghique International (BTI) in Paris.
In der Schweiz begann 1979 der erfolgreiche Übergang vom elektromechanischen Telexnetz zum neuen elektronischen Datenwählnetz (EDWA) mit den T202-Zentralen in Zürich und Genf. In Hongkong verzeichnete Telex ein kräftiges Wachstum und Kundenbedürfnisse für neue Teilnehmerdienste, wie z. B. Store and forward und automatische Auskunftsdienste. Dazu wurde 1979 ein T202-Doppelprozessorsystem (HK-D) in Betrieb gesetzt, 1982 gefolgt von einem zweiten T202-System (HK-E).

## Technologische Erneuerung mit T203
Der im Rahmen des IFS-Projektes entwickelte T203-Rechner wurde 1981 freigegeben.
Zu den Vorteilen des T203-Systems gegenüber T202 gehörten ein verbessertes Leistungs-zu-Volumen-Verhältnis von 10:1 und der Ersatz der teuren Kernspeicher durch Halbleiterspeicher mit 64-kB-Chips.
Der weitere Ausbau des EDWA-Netzes erfolgte mit dem T203-Rechner. Die bereits im Einsatz stehenden T202-Rechner wurden ersetzt. Die erste T203-Zentrale nahm 1984 in Basel den Betrieb auf. 1989 war das gesamte Telexnetz der PTT an T203-Zentralen angeschlossen.
Anfang 1985 wurde ein Kooperationsvertrag in der Volksrepublik China für den Ausbau des Telexnetzes mit T203-Zentralen abgeschlossen. Die erste T203-Zentrale nahm im Dezember 1985 in Taiyuan den Verkehr auf. Der dortige Auftraggeber bestellte 1989 ein spezielles integriertes Telex- und Telegrammvermittlungssystems mit der Bezeichnung TM203. Bis 1997 wurden 17 T203 Systeme in China dem Betrieb übergeben.

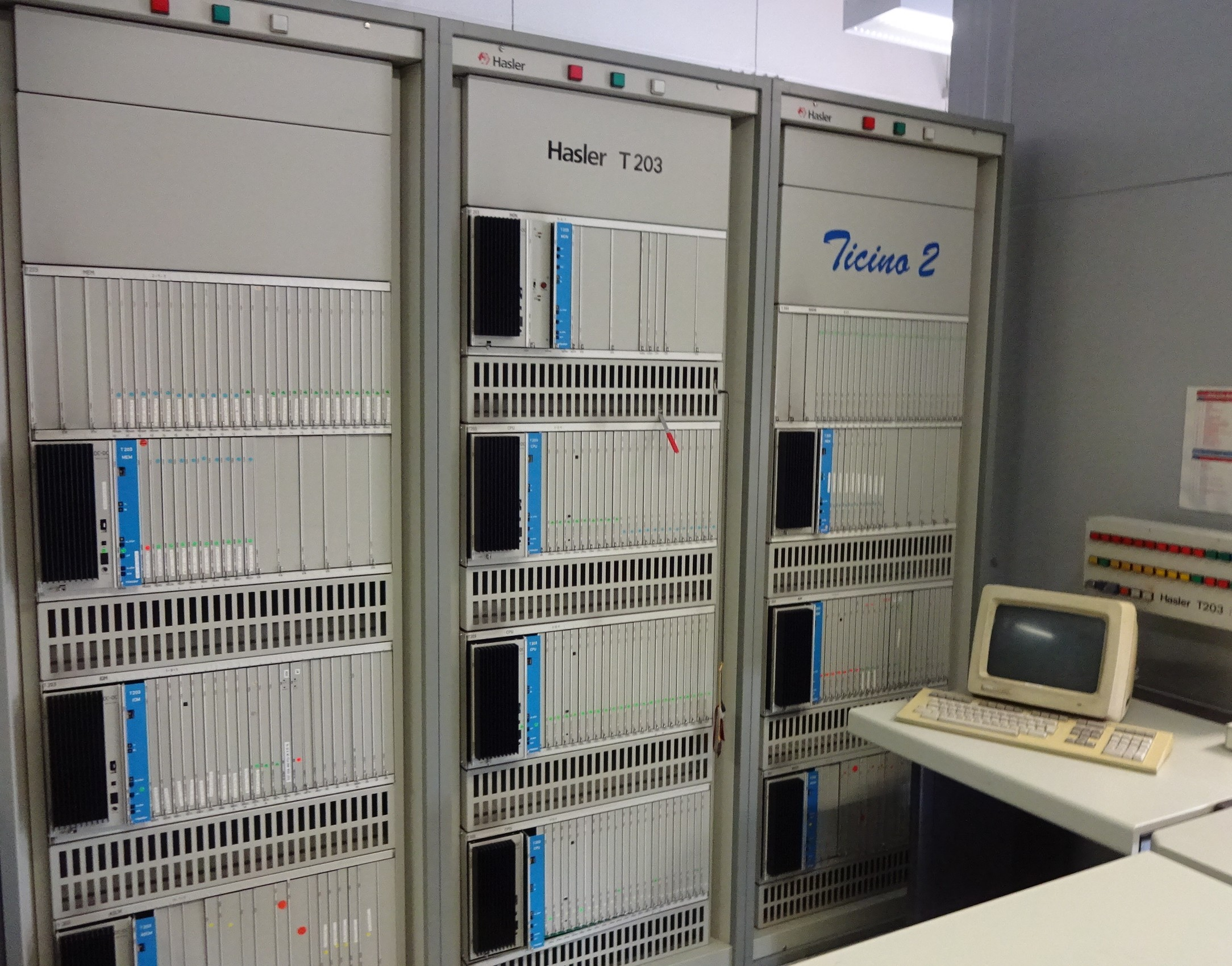
T203-Telexvermittlungszentrale Lugano, Schweiz, 2020

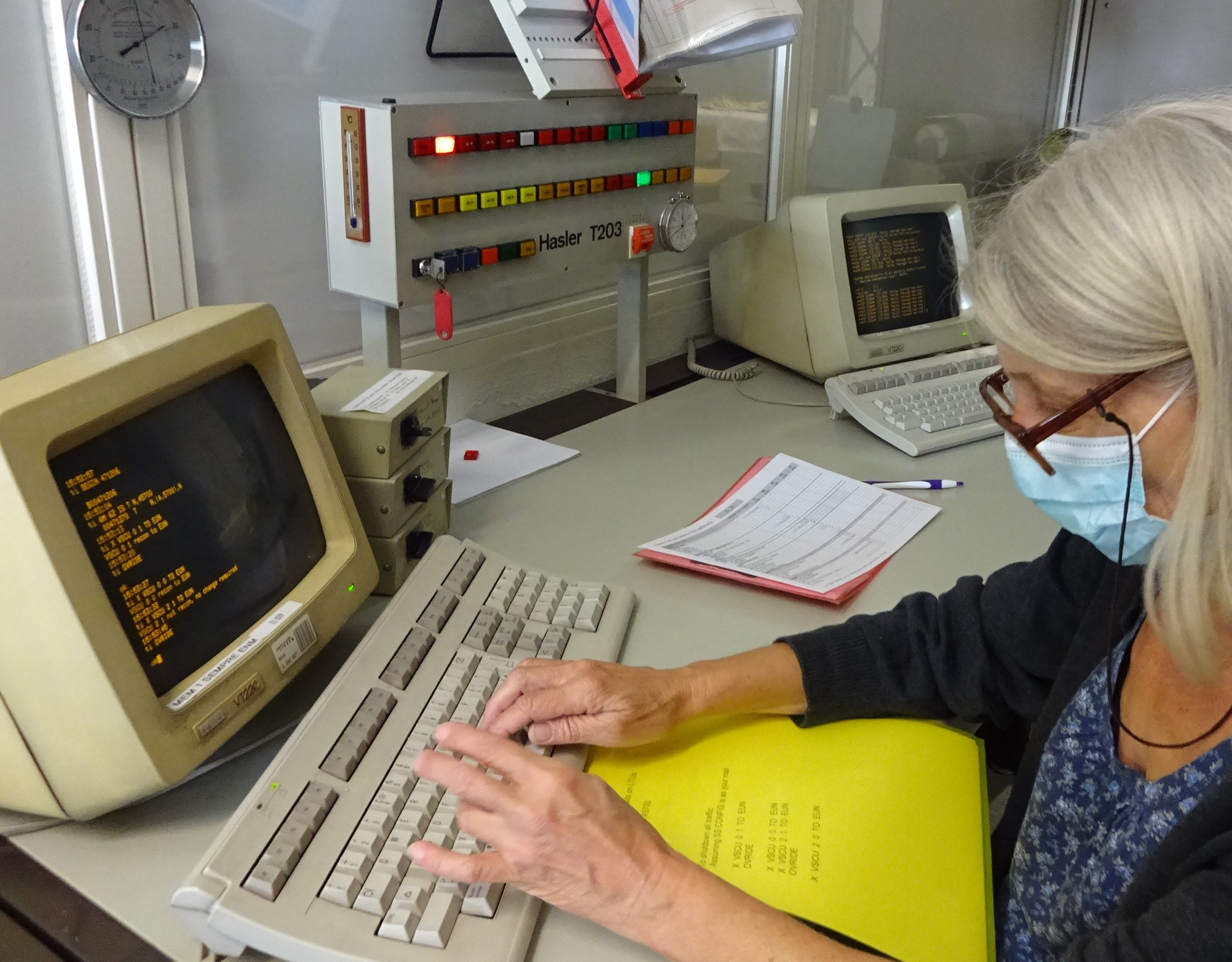
T203-Telexzentrale Lugano, 2020. Eingabe für Ausserbetriebnahme.

Anfang der 1980er-Jahre wurde die baldige Ablösung des Telex-Dienstes absehbar. In Deutschland wurde 1981 der neue Fernschreibdienst Teletex eingeführt. Es wurde erwartet, dass dieser den Telexdienst mit der Zeit verdrängen würde. So wurden von Hasler Teletex/Telex-Umsetzer T203 für die gegenseitige Kommunikation zwischen dem neuen Teletex-Dienst und Telex eingesetzt. Auch Umsetzer für X.25-Schnittstellen zu Meldungssystemen (TPAD) und integrierte R.101-Multiplexer sowie Teilnehmer-Konzentratoren gesteuert durch die T203-Zentrale wurden entwickelt.

## Geordneter Marktrückzug des T200-Systems
Ab 1987 verzeichnete der Telexdienst einen Rückgang der Anzahl von Teilnehmern. Die Firma Ascom als Nachfolger der Hasler AG plante den langfristigen Rückzug aus dem T200-Geschäft. Zum geordneten Rückzug gehörte die Einhaltung bestehender Kundenverpflichtungen, Nutzung sich bietender risikofreier Geschäftsmöglichkeiten und die Sicherung des langfristigen Unterhalts, insbesondere auch für die Software. Diese Strategie war erfolgreich. Es konnten bis 1997 weitere T203-Systeme geliefert werden.

## Die letzten 20 Jahre – SwissTelex
Wie bereits 1994 von der Schweizer Telecom PTT geplant, wurden bis 1997 alle Schweizer Telexanschlüsse an die verbleibende T203-Zentrale in Lugano angeschlossen.
Dank der Liberalisierung der Telekommunikationsdienste war es im Laufe der Zeit möglich geworden, mit Hilfe von Lizenzabkommen den Telexdienst auch für im Ausland angeschlossene Teilnehmer zu betreiben. Spezielle Software im T203-System ermöglichte die Bildung von virtuellen Telexnetzen. Swisscom als bisherige Besitzerin des Schweizer Telexnetzes ermöglichte 2006 die Gründung der privaten Firma SwissTelex für den Betrieb der T203-Telexzentrale in Lugano mit noch rund 7000 Teilnehmern. In der Folge bediente diese T203-Zentrale 2015 noch Teilnehmer aus 20 Ländern.
Am 31. August 2020 wurde diese T203-Telexzentrale in Lugano als letzte Zentrale dieser Art ausser Verkehr gesetzt. Der Dreifach-Prozessor dieser Zentrale wird im Museum für Kommunikation Bern aufbewahrt.